# 蜜桃成熟時 (1977年)
《蜜桃成熟時》（Griechische Feigen）是一部於1976年完成、1977年1月20日上映的西德情色喜劇電影，由齊格飛·里德羅斯蒙德（Siggi Götz，本名）執導，貝蒂·韋爾熱斯（Betty Vergès）與奧利維亞·帕斯卡（Olivia Pascal）主演。電影原來片名的意思是「希臘的無花果」。

## 剧情简介
青春可人的帕特里夏（Patricia）是個放蕩不羈的女生，期待在與父母到希臘渡假的日子裡，可以有一個浪漫又香艷的假期。不過，她的父母早已安排了她返回慕尼黑繼續學業。於是，帕特里夏跟攝影模特兒Amanda調換了機票，使她可以繼續留低在希臘尋覓浪漫。在旅途上，一群色中餓鬼早已看上了帕特里夏，希望一親芳澤，與帕特里夏共赴巫山，但帕特里夏卻選擇了平凡的Tom。後來儘管二人因為一些小誤會而短暫分開，但到最後，他們二人始終仍然走在一起。

## 角色列表

### 主要角色
- Betty Vergès 飾 Patricia
- Claus A. Richt 飾 Tom
- Olivia Pascal 飾 Amanda，攝影模特兒

### 次要角色
- Sabi Dorr 飾 Peter
- Wolf Goldan 飾 Bernd
- Walter Kraus 飾 Müller
- Eric Wedekind 飾 Max
- Karl Heinz Maslo 飾 Ulf
- Rut Rex（德语：Rut Rex-Viehöver） 飾 Patricia的媽媽
- Henry Heller 飾 Patricia的爸爸

### 其他角色
- Corinne Brodbeck 飾演自己
- Jessica Dublin 飾
- Sylvia Fröhlich 飾
- Thomas Fritsch 飾 Cameo (不列演員列表)
- Henner Quest 飾 Tom 的同屋住客 (不列演員列表)
- 魯格·豪爾